# Gaetano Mauro
Gaetano Mauro (Rogliano, 13 aprile 1888 – Montalto Uffugo, 31 dicembre 1969) è stato un presbitero italiano, fondatore della congregazione dei Pii operai catechisti rurali.
Il 19 gennaio 2023 papa Francesco ha firmato il decreto di venerabilità riconoscendo l'eroicità delle sue virtù.

## Biografia

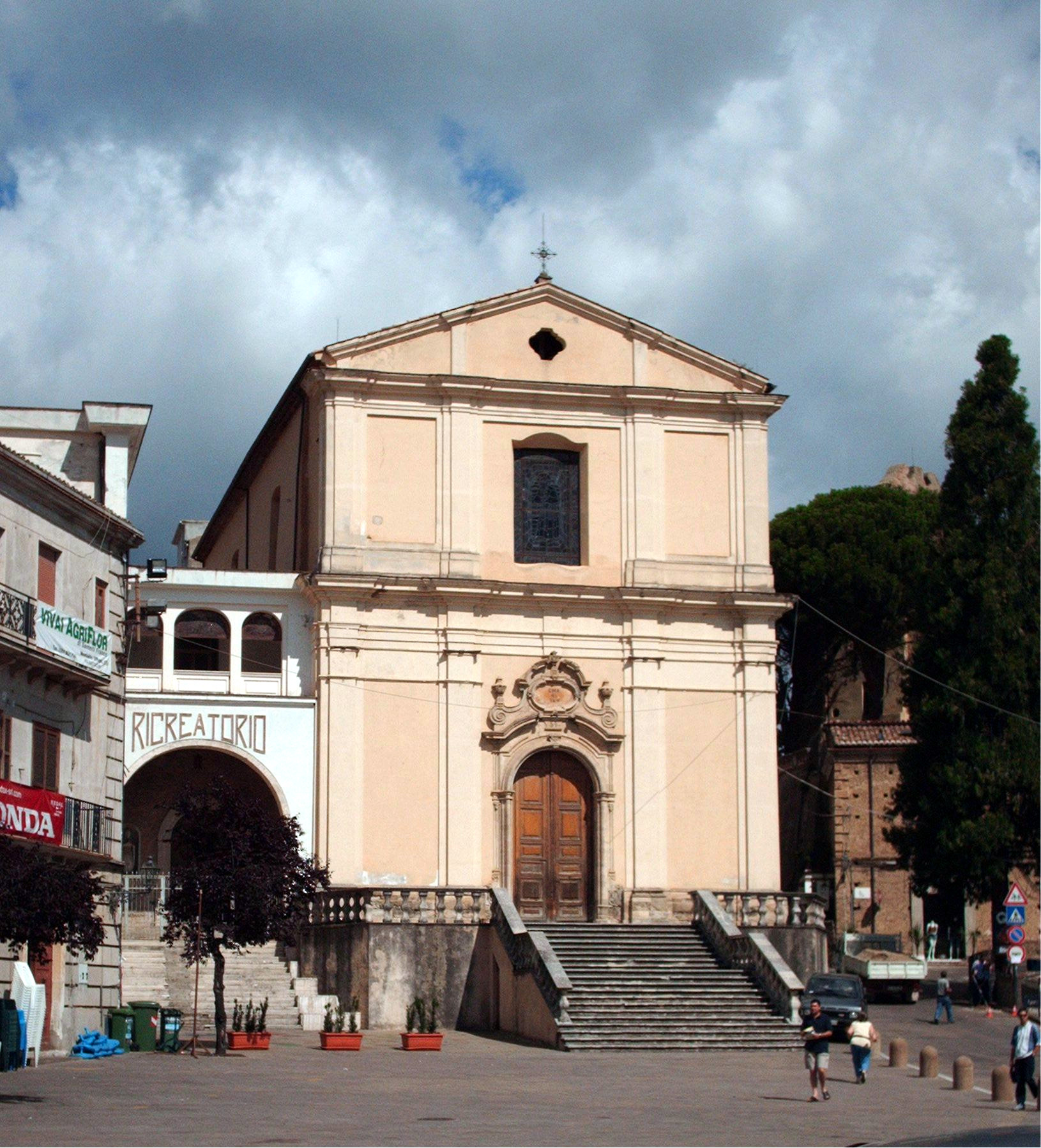
Montalto Uffugo: la chiesa dell'Annunziata, detta popolarmente di San Francesco di Paola; a fianco il ricreatorio istituito da Gaetano Mauro

Gaetano Mauro dopo gli studi presso il seminario di Cosenza, venne ordinato sacerdote il 14 luglio 1912. Prestò servizio pastorale a Montalto  Uffugo, dapprima presso la parrocchia cantorale di San Domenico e poi in quella decanale ubicata nell'attuale Santuario di Santa Maria della Serra in Montalto Uffugo, dove ottenne dal conte Ferdinando Caracciolo le rovine del convento di San Francesco di Paola, in cui volle istituire un Ricreatorio per i giovani.
Durante la Prima guerra mondiale fu cappellano militare in Friuli. Trascorse poi un periodo di prigionia nel campo di concentramento austriaco di Katzenau, dove si ammalò di tubercolosi. 
Tornò in Calabria nel 1919 e restando colpito dalla condizione dei contadini volle alleviare miseria, ingiustizia, ignoranza religiosa con iniziative di evangelizzazione e di promozione umana. In questo ambito nell'agosto del 1925 diede vita all'Associazione Religiosa degli Oratori Rurali (ARDOR), per l'insegnamento della dottrina cristiana nelle campagne, ne facevano parte sia sacerdoti sia laici. 
Il 28 novembre 1927 l'arcivescovo di Cosenza Tomaso Trussoni approvò  lo Schema di Costituzioni per l'ARDOR.
Il 27 giugno 1928 l'associazione si stabilì presso l'ex convento di San Francesco di Paola di Montalto Uffugo, restaurato dallo stesso Gaetano Mauro, e alcuni membri iniziarono vita in comune con il fondatore.
L'8 dicembre 1928 venne costituita ufficialmente la Congregazione dei Catechisti Rurali, detti anche ardorini, che ottenne l'approvazione vescovile il 27 giugno 1930. Il 28 giugno 1943 la Santa Sede decise di accorpare alla giovane congregazione dei Catechisti Rurali quella dei Pii Operai più piccola, ma più antica.
I Pii Operai non superarono mai i confini della Campania e non raggiunsero mai il centinaio, riducendosi nel 1943 a un solo membro, il padre Pasquale Ossorio, ultimo superiore generale e ultimo soggetto. La Santa Sede allora fuse la Congregazione dei Pii Operai, fondati da Carlo Carafa nel 1602 e di cui sopravviveva un solo membro, con i Catechisti rurali, fondati nel 1928 da Gaetano Mauro. L'istituto derivato assunse il nome di congregazione dei Pii Operai Catechisti Rurali  e venne elevato a congregazione clericale di diritto pontificio. Gaetano Mauro ne fu il primo superiore generale. Nel frattempo il sacerdote aveva fondato altri due istituti: le Suore Catechiste Rurali (1941) e le Catechiste Ausiliatrici dei Sofferenti (1959). 
Il 31 dicembre del 1958 diede inizio alla stesura dell'ultimo suo diario: I Miei Ricordi, che terminò il 10 luglio 1968.
Padre Mauro morì alle ore 20:12 del 31 dicembre 1969; il suo corpo venne tumulato nella chiesa dell'Annunziata, detta popolarmente di San Francesco di Paola, presso la Casa Madre della Congregazione.
La causa di beatificazione e canonizzazione di Gaetano Mauro, introdotta il 9 maggio da Giuseppe Agostino, arcivescovo di Cosenza-Bisignano, si è conclusa nella sua fase diocesana il 21 aprile 2012 in una sessione pubblica del Tribunale Ecclesiastico presieduto dall'arcivescovo metropolita di Cosenza-Bisignano, Salvatore Nunnari
Il 19 gennaio 2023 papa Francesco ha firmato il decreto di venerabilità.

## Spiritualità

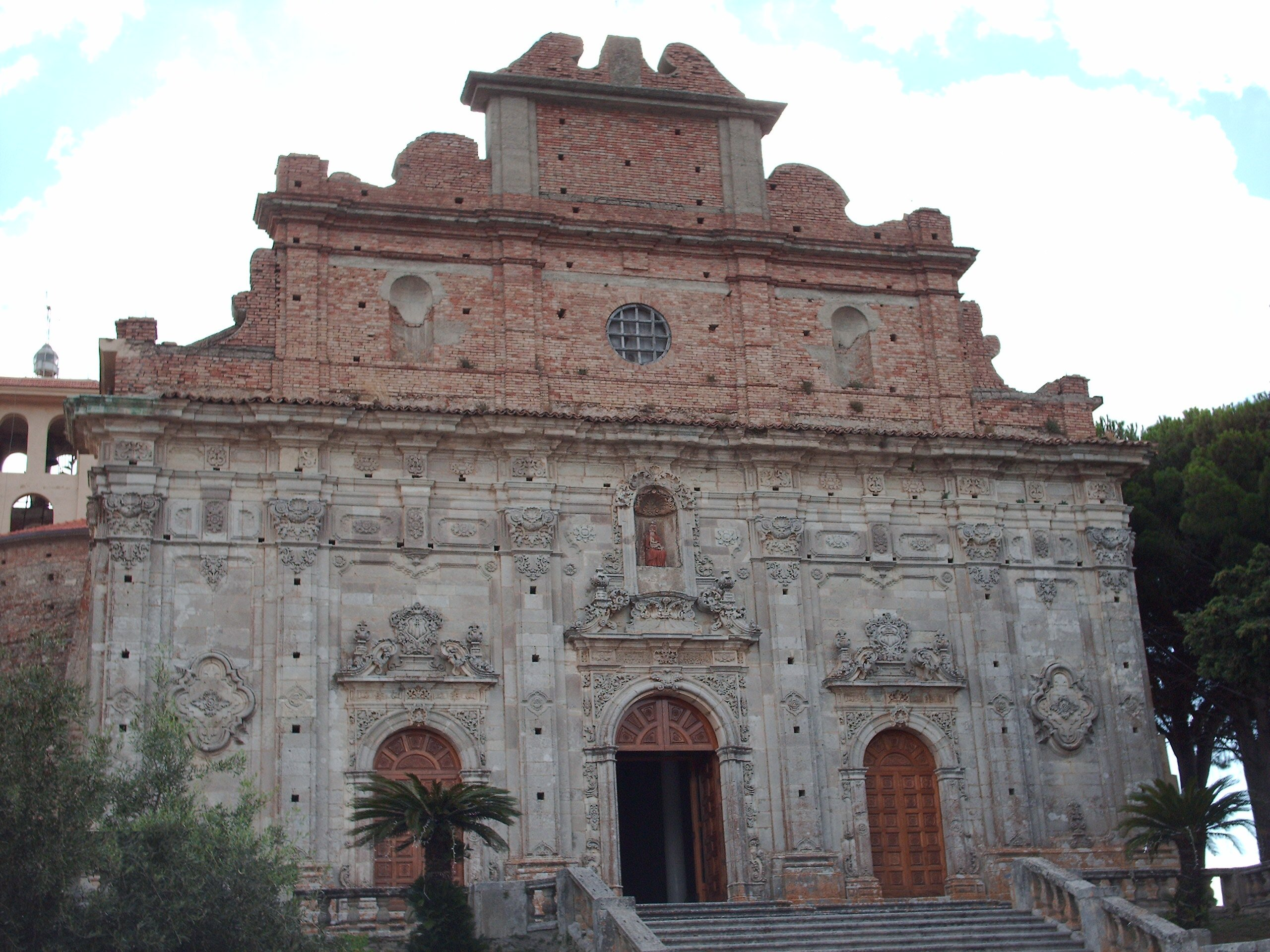
Il Santuario della Madonna della Serra, oggi chiesa matrice di Montalto Uffugo

La spiritualità di Gaetano Mauro, che può essere rintracciata attraverso i suoi diari , aveva come elementi centrali il catechismo e l'eucaristia, fra cui vedeva uno stretto legame: «Non vi è lezione di catechismo che non si presti ad essere da noi trasformata in una lezione di palpitante vita eucaristica» 
Il suo metodo educativo si ispirava a san Giovanni Bosco: il ricreatorio di Montalto Uffugo che aveva istituito prima di partire per la guerra era somigliante all'oratorio di don Bosco, sulla cui tomba Gaetano Mauro si recò in pellegrinaggio di ritorno dall'Austria.
Fra le sue devozioni fu importante quella alla Madonna, venerata nel Santuario della Serra che volle ricostruire.
Seppe anche accostarsi al dolore, soprattutto a causa della sua precaria salute, per cui fin da giovane aveva pregato: «che la mia vita possa compendiarsi in queste due parole: Amore e Dolore».